# Губкін Павлін Миколайович
Павлін Миколайович Губкін (11 січня 1903, село Нікольське Архангельської губернії, тепер Архангельської області, Російська Федерація — ?) — радянський діяч, директор металургійних заводів, 1-й секретар Магнітогорського міського комітету КПРС Челябінської області. Депутат Верховної ради Російської РФСР 3-го скликання.

## Життєпис
У 1920 році вступив до комсомолу. З 1921 по 1928 рік перебував на керівній комсомольській роботі: заступник секретаря і секретар волосного, повітового та Сєверодвінського губернського комітетів комсомолу. Був відповідальним редактором Сєверодвінської губернської газети «Советская мысль». Член ВКП(б) з 1924 року.
У 1928—1931 роках — студент Ленінградського металургійного (політехнічного) інституту, інженер-металург.
З 1931 по 1933 рік працював на Уралвагонзаводі в місті Нижній Тагіл.
У 1933—1934 роках — заступник начальника, в 1934—1937 роках — начальник мартенівського цеху Златоустівського металургійного заводу.
У 1937—1939 роках — директор Златоустівського металургійного заводу Челябінської області.
У 1939—1940 роках — директор Макіївського металургійного заводу імені Кірова Сталінської області.
У 1940—1942 роках — директор Орджонікідзевського (Єнакієвського) металургійного заводу імені Орджонікідзе Сталінської області. У 1941 році займався вивезенням обладнання заводу в східні області РРФСР.
У квітні 1942 — вересні 1943 року — начальник відділу Головного трофейного управління Народного комісаріату оборони СРСР.
У 1943—1947 роках — директор Єнакієвського металургійного заводу імені Орджонікідзе Сталінської області.
У 1947—1948 роках — головний інженер Ашинського металургійного заводу Челябінської області.
У 1948—1949 роках — 1-й секретар Міньярського районного комітету ВКП(б) Челябінської області.
У вересні 1949 — 9 травня 1950 року — 2-й секретар Магнітогорського міського комітету ВКП(б) Челябінської області.
9 травня 1950 — 1954 року — 1-й секретар Магнітогорського міського комітету ВКП(б) (КПРС) Челябінської області.
Потім працював на Верхньосалдінському металургійному заводі Свердловської області РРФСР. Подальша доля невідома.

## Звання
- підполковник

## Нагороди та відзнаки
- два ордени Леніна (26.03.1939, 1952)
- орден Трудового Червоного Прапора (1945)
- орден «Знак Пошани» (1943)
- медалі